# Исикава, Касуми
Касуми Исикава (яп. 石川 佳純 Исикава: Касуми) род. 23 февраля 1993 — японская спортсменка, игрок в настольный теннис. Трёхкратный призёр Олимпийских игр, многократный призер чемпионатов мира.

## Биография
Родители Касуми Исикава играли в настольный теннис на профессиональном уровне, и в возрасте 7 лет Касуми последовала их примеру, ее мать Куми Исикава стала ее первым тренером. Квартира, в которой живет семья, располагается на втором этаже над тренировочным центром по настольному теннису, что облегчает тренировочный процесс.
В 2006 году, в возрасте 13 лет, Касуми Исикава в составе японской команды завоевала серебро на юношеском чемпионате мира в Каире.
Первого успеха на взрослых турнирах Касуми Исикава добилась в 2007 году, когда на этапе «ITTF World Tour» в Бразилии вышла в полуфинал в парном разряде.
В 2010 году на этапе «ITTF World Tour» в Марокко Касуми Исикава завоевала первое золото в одиночном разряде. Всего на ее счету девять побед в одиночном разряде на этапах мирового тура и одна победа в одиночном разряде на «ITTF World Tour Grand Finals» в 2014 году в Бангкоке.
На командных чемпионатах мира по настольному теннису в составе японской команды Касуми Исикава завоевывала две бронзовые и три серебряные медали. Ее единственная золотая медаль чемпионата мира была выиграна в 2017 году в Дюссельдорфе в смешанном разряде, это стало первой победой японской смешанной пары на чемпионатах мира за 48 лет.
На церемонии открытия летних Олимпийских игр в Токио в 2021 году произносила олимпийскую клятву от имени спортсменов.